# A Division 1962-1963 (Irlanda)
A Division 1962-1963 è stata la quarantaduesima edizione della League of Ireland, massimo livello del calcio irlandese.

## Classifica finale
|                    | Pos. | Squadra         | Pt | G  | V  | N | P  | GF | GS | DR  |
| ------------------ | ---- | --------------- | -- | -- | -- | - | -- | -- | -- | --- |
| Irlanda (bandiera) | 1.   | Dundalk         | 24 | 18 | 9  | 6 | 3  | 39 | 23 | +16 |
|                    | 2.   | Waterford       | 23 | 18 | 10 | 3 | 5  | 50 | 37 | +13 |
|                    | 3.   | Drumcondra      | 23 | 18 | 10 | 3 | 5  | 33 | 27 | +6  |
|                    | 4.   | Cork Celtic     | 21 | 18 | 6  | 9 | 3  | 33 | 22 | +11 |
|                    | 5.   | Shamrock Rovers | 19 | 18 | 7  | 5 | 6  | 36 | 25 | +11 |
|                    | 6.   | Cork Hibernians | 18 | 18 | 7  | 4 | 7  | 22 | 25 | -3  |
|                    | 7.   | Shelbourne      | 18 | 18 | 7  | 4 | 7  | 29 | 35 | -6  |
|                    | 8.   | Limerick        | 13 | 18 | 5  | 3 | 10 | 22 | 30 | -8  |
|                    | 9.   | St Patrick's    | 13 | 18 | 4  | 5 | 9  | 23 | 47 | -24 |
|                    | 10.  | Bohemians       | 8  | 18 | 1  | 6 | 11 | 19 | 35 | -26 |

Legenda:

         Campione d'Irlanda e qualificata in Coppa dei Campioni 1963-1964
         Vincitrice della FAI Cup e qualificata in Coppa delle Coppe 1963-1964
         Qualificate in Coppa delle Coppe 1963-1964
         Ritirata
Note:
Due punti a vittoria, uno a pareggio, zero a sconfitta.

## Statistiche

### Primati stagionali
| Record - Maggior numero di vittorie: Waterford e Drumcondra (10) - Minor numero di sconfitte: Dundalk e Cork Celtic (3) - Miglior attacco: Waterford (50) - Miglior difesa: Cork Celtic (22) - Miglior differenza reti: Dundalk (+16) - Maggior numero di pareggi: Cork Celtic (9) - Minor numero di vittorie: Bohemians (1) - Maggior numero di sconfitte: Bohemians (11) - Peggiore attacco: Bohemians (19) - Peggior difesa: St Patrick's (47) - Peggior differenza reti: Bohemians (-26) |